# Frans Geurtsen
Franciscus Gerardus „Frans” Geurtsen (ur. 17 lutego 1942 w Utrechcie, zm. 12 grudnia 2015) – holenderski piłkarz grający na pozycji napastnika. W swojej karierze rozegrał 1 mecz w reprezentacji Holandii i strzelił w niej 1 gola.

## Kariera klubowa
Swoją karierę piłkarską Geurtsen całą swoją karierę spędził w klubie AFC DWS. W 1963 roku awansował do kadry pierwszej drużyny. 25 sierpnia 1963 roku zadebiutował w Eredivisie w wygranym 2:1 domowym meczu z Heraclesem Almelo i w debiucie zdobył dwa gole. W sezonie 1963/1964 zdobył 27 goli i został królem strzelców ligi, a DWS wywalczył tytuł mistrza Holandii. W sezonie 1964/1965 znów został najlepszym strzelcem Eredivisie strzelając 23 bramki. Wraz z DWS doszedł do ćwierćfinału Pucharu Mistrzów. W trakcie sezonu 1970/1971 zakończył swoją karierę. W barwach DWS rozegrał 190 meczów i strzelił 94 gole.
| Sezon   | Klub    | Kraj     | Rozgrywki  | Mecze | Bramki |
| ------- | ------- | -------- | ---------- | ----- | ------ |
| 1963/64 | AFC DWS | Holandia | Eredivisie | 29    | 27     |
| 1964/65 | AFC DWS | Holandia | Eredivisie | 29    | 23     |
| 1965/66 | AFC DWS | Holandia | Eredivisie | 26    | 15     |
| 1966/67 | AFC DWS | Holandia | Eredivisie | 23    | 11     |
| 1967/68 | AFC DWS | Holandia | Eredivisie | 33    | 11     |
| 1968/69 | AFC DWS | Holandia | Eredivisie | 25    | 5      |
| 1969/70 | AFC DWS | Holandia | Eredivisie | 10    | 0      |
| 1970/71 | AFC DWS | Holandia | Eredivisie | 9     | 2      |
| 1971/72 | AFC DWS | Holandia | Eredivisie | 0     | 0      |

## Kariera reprezentacyjna
W reprezentacji Holandii Geurtsen zadebiutował 25 października 1964 w wygranym 2:0 meczu eliminacji do MŚ 1966 z Albanią, rozegranym w Tiranie. W debiucie zdobył gola. Był to też jego jedyny mecz w kadrze narodowej.
| Mecze i gole w reprezentacji | Mecze i gole w reprezentacji | Mecze i gole w reprezentacji | Mecze i gole w reprezentacji | Mecze i gole w reprezentacji | Mecze i gole w reprezentacji | Mecze i gole w reprezentacji |
| #                            | Data                         | Stadion                      | Rywal                        | Wynik                        | Gol                          | Rozgrywki                    |
| 1964                         | 1964                         | 1964                         | 1964                         | 1964                         | 1964                         | 1964                         |
| ---------------------------- | ---------------------------- | ---------------------------- | ---------------------------- | ---------------------------- | ---------------------------- | ---------------------------- |
| 1.                           | 25.10.1964                   | Tirana, Albania              | Albania                      | 2:0                          | 1                            | el. MŚ 1966                  |